# Абдуллаев, Чингиз Акиф оглы
Чингиз Акифович Абдуллаев (азерб. Çingiz Akif oğlu Abdullayev; 7 апреля 1959, Баку, Азербайджанская ССР, СССР) — азербайджанский писатель, пишущий в основном в жанре политического детектива. Пишет на азербайджанском и русском языках. Народный писатель Азербайджана (2005).

## Биография
Чингиз Абдуллаев родился 7 апреля 1959 года в семье интеллигентов в Баку. Он родом из Агдама (Карабах).
В 1976 году Чингиз Абдуллаев окончил бакинскую школу № 189, затем поступил на юридический факультет Азербайджанского государственного университета, окончив его в 1981 году. После этого он устроился на работу в производственное объединение в Баку, здесь же впоследствии занимал должности старшего советника и начальника отделения.
Чингиз Абдуллаев отправлялся в командировки в Азию, Африку и Европу. В Баку он работал на должностях начальника отделения в Исполкоме Азизбековского района, а затем инструктора организационного отдела Карадагского комитета КП Азербайджанской ССР, ещё позже — начальника кабинета политического просвещения.
Чингиз Абдуллаев защитил кандидатскую диссертацию по агрессии в международном праве, а затем, в 1991 году, докторскую диссертацию по преступлениям в международном праве. Является почётным профессором Краковского университета (1989), председателем Благотворительного фонда им. Г. З. Тагиева (с 1990), секретарём Союза писателей Азербайджана и вице-президентом ПЕН-клуба Азербайджана.
Кроме азербайджанского и русского языков свободно владеет английским и итальянским.

### Родословная и семья
Со слов самого Абдуллаева, он потомственный юрист в четвёртом поколении, его прадед (по отцовской линии) служил помощником присяжного поверенного в Баку ещё в начале 1890-х годов. Дед по отцу — Абдуллаев Абдулла Абдулхалык оглы долгие годы был руководителем народного суда в Агдаме (Карабах). Дед со стороны матери Кербелаи Дамир Гая сын Хаджи Рамазана совершил в начале двадцатого века паломничества в Кербелу и Мекку. Отец Ч. А. Абдуллаева, Акиф Абдулла оглы Абдуллаев (1926—2007), был участником Великой Отечественной войны, затем последовательно занимал должности прокурора ряда районов, прокурора Нахичеванской Автономной Советской Социалистической Республике, заместителя прокурора Баку, председателя Президиума Коллегии адвокатов Азербайджана. Его старшие братья, Сулейман и Гули Абдуллаевы погибли в Великой Отечественной войны. Мать Ч. А. Абдуллаева, Бедалова Шафига Дамир гызы (1924—2010), работала в комсомоле, на партийной работе, была председателем профсоюзов республики, ректором университета, профессором.
Чингиз Абдуллаев женат с 1987 года, имеет двоих детей — дочь и сына. Супруга писателя Зулейха Алиева (р. 1968) по профессии врач-офтальмолог, окончила Азербайджанский медицинский университет. Дочь, Наргиз Абдуллаева (р. 1988), окончила юридический факультет Лондонского городского университета (2006—2009 гг.), имеет степень бакалавра права Лондонского городского университета (2009), и магистратуру Лондонской школы экономики и политических наук (2009—2010), на момент 2019 года работает в Лондоне по специальности. Сын, Джамиль Абдуллаев (р. 1993), окончил частную школу в Баку, в 2011—2014 годах успешно прошёл обучение на юридическом факультете Лондонской школы экономики и политических наук, затем окончил магистратуру Имперского колледжа Лондона. На момент 2019 года работает по специальности в одном из банков Великобритании.

## Творчество
Чингиз Абдуллаев является единственным азербайджанским писателем, создающим свои произведения на русском языке в жанре психологического и политического детектива. Литературная деятельность началась с нескольких лирических рассказов, среди которых «Вальс» (1981) и «Кусок хлеба» (1981—1982). Первое крупное произведением писателя — роман «Голубые ангелы» — было издано в 1988 году в Баку. Позже вышла в свет трилогия — «Закон негодяев», «Кредо негодяев» и «Совесть негодяев». Всего вышло из печати 118 произведение с героем Дронго. Серия продолжается.
Большинство сценариев Чингиза Абдуллаева написаны на азербайджанском языке.

### Издание произведений за рубежом

#### Европа
В 2000 году шведским издательством «Тресселит» («Tresselt») был выпущен роман Абдуллаева «Симфония тьмы».
В 2004 году в Румынии тиражом 5000 экземпляров издательским домом «Пайдея» был издан роман «Дронго», а в 2009 роман «Мрак под солнцем». Переводчиком является профессор Думитру Балан.
В Эстонии выпущены четыре книги Абдуллаева — «Моё прекрасное алиби» (2008), «Тоннель призраков» (2008), «Почти невероятное убийство» (2010), «Сотвори себе мир» (2010).
Три романа Чингиза Абдуллаева — «Идеальная мишень», «Бремя идолов» и «Обученный убивать» были изданы французским издательством «Л’Об» («L’aube»; «Рассвет») в виде покет-бука (2012—2015 гг.). Роман «Идеальная мишень» ранее уже издавался на французском языке.
Начиная с 2015 года латвийским издательством «Юветас» («Juvetas») был выпущен ряд романов Чингиза Абдуллаева — «Бремя идолов» (2015), «Дом одиноких сердец» (2015), «Опрокинутая реальность» (2016), «Синдром жертвы» (2016), «Линия аллигатора» (2017), «Мечта дилетантов».
Издательство «АВЕ» выпустило в 2003 году ещё две книги автора на латышском языке — «Один раз в миллениум» и «Допустимая погрешность».
Роман Чингиза Абдуллаева «Оппоненты Европы» был издан в 2015 году в Боснии и Герцеговине.
Среди других романов, изданных за рубежом — «Английский бульвар» (Сербия, 2019 год), «Путешествие в Трансильванию» (Польша, 2016 год), «Наследник олигарха» (Албания, 2006 год), «Право на легенду» (Украина, 2010 год).
Романы «Тень Ирода» в 1996 году, «Зло в имени твоём» и «Измена в имени твоём» в 2005 году изданы в Болгарии.
Произведения писателя печатались на румынском, белорусском, венгерском и немецком языках в сборниках и журналах.

### Евразия
В 2016 году в Турции было издано пять романов Абдуллаева. Книги были выпущены издательством «Какнус» («Kaknüs»).
В Грузии издательством «Мерани» выпущена книга «Закон негодяев» в 1996 году и ещё два романа в 2014 году.

### Азия
В Сирии и Иордании вышли три книги на арабском языке.
На момент 2019 года сообщалось о подготовке к изданию книг на узбекском и китайском языках.

#### Южная Америка
В 2015 году была издана первая книга Чингиза Абдуллаева на испанском языке. Ею стал роман «Рай обречённых», который был выпущен в Аргентине издательским домом «Интерзона» («Interzona»).

### Экранизация произведений
В 2002 году российскими кинематографистами был снят 13-серийный телевизионный фильм «Дронго», в основу которого легли три произведения Абдуллаева — «Закон негодяев», «Кредо негодяев» и «Совесть негодяев». Режиссёром сериала стал Зиновий Ройзман, в главной роли снялся Ивар Калныньш. Съёмки фильма продолжались два года и в них было задействовано 400 актёров из семи стран СНГ. Общий бюджет фильма оценивается в 1,5 миллиона долларов. Жанр картины её создатели и критики определили как аналитический детектив. Премьера сериала состоялась в сентябре-октябре 2002 года на Первом канале российского телевидения. В феврале-марте 2003 года сериал повторялся в эфире российского телеканала REN-TV. В августе-сентябре 2003 года показ начался на российском канале НТВ, однако был прерван после 8-й серии из-за низких рейтингов.
В 2003 году в России режиссёрами Владимиром Краснопольским и Валерием Усковым был снят 10-серийный телевизионный фильм «Сыщик без лицензии», в основе которого лежат романы Абдуллаева «Рассудок маньяка», «Допустимая погрешность», «Окончательный диагноз», «Стиль подлеца» и «Один раз в миллениум». В сериале снялись Анатолий Лобоцкий, Альберт Филозов, Всеволод Шиловский, Анжелика Вольская, Валентин Смирнитский, Борис Химичев и др. Премьера сериала состоялась в августе 2003 года на Первом канале российского телевидения. На том же канале сериал демонстрировался в марте 2005 года. В 2015 году сериал транслировался по белорусскому каналу.
В 2007 на азербайджанские экраны вышел фильм, по одноимённому роману Абдуллаева, режиссёра Мехрибан Алекберзаде «Рай обречённых». Фильм демонстрировался на официальной церемонии открытия IX Бакинского международного кинофестиваля «Восток-Запад».
На киностудии Азербайджанфильм, при поддержке Министерства культуры и туризма Азербайджана и иранской киностудии «Садрафильм», в 2011 году по произведению Абдуллаева был снят фильм «Перевёрнутый мир». Режиссёр фильма Анвар Аблудж, в главных ролях Расим Балаев, Фуад Поладов и известный иранский актёр Мухаммед Фирутан. Съёмки фильма проходили в Гяндже, Тегеране и Анзали.
Фильм режиссёра Явера Рзаева «Танец Добра и Зла» был снят по роману Абдуллаева «Кубинское каприччио» и был представлен азербайджанскому зрителю в 2017 году.

## Общественная деятельность

### Деятельность в Союзе писателей Азербайджана
Чингиз Абдуллаев является членом Союза писателей СССР и Союза писателей Азербайджана с 1989 года.. C 7 февраля 1989 года — секретарь Союза писателей Азербайджана. В марте 1991 года на IX съезде Союза писателей Азербайджана избран секретарём правления Союза писателей Азербайджана. В октябре 1997 года на X съезде Союза писателей Азербайджана переизбран секретарём Правления Союза писателей Азербайджана. В мае 2004 года на XI съезде Союза писателей Азербайджана вновь избран секретарём Правления Союза писателей Азербайджана.. В июле 2005 года получает звание «Народный писатель Азербайджана», тем самым став самым молодым писателем получившим это звание. Член Совета старейшин Союза писателей Азербайджана.. В июне 2014 года на XII съезде Союза писателей Азербайджана вновь избран секретарём Союза писателей Азербайджана.
С февраля 2003 года является сопредседателем Международного Литературного Фонда.
С декабря 2013 года — член Комиссии государственных премий Азербайджанской Республики по науке, технике, архитектуре, культуре и литературе.
Чингиз Абдуллаев с 15 сентября 2005 года по 10 марта 2015 года являлся Членом Национальной комиссии по ЮНЕСКО при Президенте Азербайджана.
С июля 2011 года — член Координационного Совета азербайджанцев мира.
1 ноября 2016 года Чингиз Абдуллаев избран президентом Центра культуры азербайджанцев мира.
15 сентября 2015 года — избран Почётным членом Международного Альянса Азербайджан-Украина.
С 1990 года — вице-президент, а с 18 января 2011 года президент ПЕН-клуба Азербайджана.
С ноября 2006 года Чингиз Абдуллаев является профессором кафедры уголовного права Азербайджанского международного университета..
Почётный доктор Бакинского Евразийского Университета.
С октября 2014 года — почётный доктор болгарского Университета библиотековедения и информационных технологий (София).

### Деятельность в Международном Фонде сотрудничества и партнёрства Чёрного Моря и Каспийского Моря
Чингиз Абдуллаев является одним из учредителей Международного Фонда сотрудничества и партнёрства Чёрного Моря и Каспийского Моря с марта 2009 года. В сентябре 2013 года на расширенном Заседание Совета Директоров фонда Абдуллаев вошёл в состав Совета Директоров. С 23 мая 2015 года является президентом Международного Фонда сотрудничества и партнёрства Чёрного Моря и Каспийского Моря.
10 июня 2017 года в Стамбуле (Турция), состоялось 16-е Заседание Совета Директоров и Генеральной Ассамблеи Международного фонда сотрудничества и партнёрства Чёрного моря и Каспийского моря. В ходе заседания Международный фонд сотрудничества и партнёрства Чёрного моря и Каспийского моря был переименован в «Международный фонд за устойчивый мир и развитие» (IFSPD). В конце заседания, председательство в Международном фонде было передано Чингизом Абдуллаевым г-ну Димитару Костову (Болгария) в соответствии с принципом ротации.
С 10 июля 2017 года Чингиз Абдуллаев — учредитель, вице-президент и член Совета Директоров Международного фонда за устойчивый мир и развитие (IFSPD).

### В руководстве футбольного клуба «Нефтчи»
31 марта 2015 года Чингиз Абдуллаев был избран председателем Наблюдательного совета азербайджанского профессионального футбольного клуба «Нефтчи».
- С 1993 года — вице-президент Республиканского общества дружбы «Азербайджан—Казахстан».
- С февраля 2010 года по декабрь 2013 года — член Комиссии Государственных премий Азербайджанской Республики по науке, культуре и литературе.

## Благотворительность
Чингиз Абдуллаев отказывается зарабатывать деньги на выступлениях или лекциях в Азербайджане, предпочитая вместо этого жертвовать любые деньги, которые он мог заработать здесь, беженцам, которые не могут вернуться домой из-за карабахского конфликта. В 2012 году он участвовал в кампании по прекращению мужского насилия в отношении женщин.

## Награды

### Награды и звания
- Орден «Честь» (9 апреля 2019 года) — за заслуги в развитии и пропаганде азербайджанской литературы[62][63].
- Орден «Слава» (7 апреля 2009 года) — за активное участие в литературной жизни Азербайджанской Республики[3][63][64].
- Орден Дружбы (19 мая 2020 года, Россия) — за заслуги в укреплении дружбы и сотрудничества между Российской Федерацией и Азербайджанской Республикой[65].
- Народный писатель Азербайджана (12 июля 2005 года) — за заслуги в развитии азербайджанской литературы и культуры[66].
- Медаль Министерства иностранных дел[6] (Азербайджан).
- Медаль Льва Толстого (2014 год)[67]
- Золотая медаль имени академика Юсифа Мамедалиева[6] (Азербайджан).
- Одиннадцать наград различных республиканских организаций[6].
- Почётный гражданин города Тыргу-Кобулешти[6].

### Международные премии и награды
- Премия Тудора Аргеза (2011 год, Румыния)[68].
- В 2014 году послом Белоруссии в Азербайджане Николаем Пацкевичем Абдуллаеву была вручена медаль Союза писателей Беларуси «За большой вклад в литературу»[69].
- Чингиз Абдуллаев стал лауреатом межгосударственной премии «Звёзды Содружества» в области гуманитарной деятельности, вручение которой состоялось в 2015 году в Воронеже[70][71].
- В 2015 году стал лауреатом межгосударственной премии за особые заслуги в области гуманитарной деятельности[6].
- Получил в 2009 году Премию имени Тудора Аргези[6].